# Althengstett
Althengstett est une commune de Bade-Wurtemberg (Allemagne), située dans l'arrondissement de Calw, dans l'aire urbaine Nordschwarzwald, dans le district de Karlsruhe.

## Personnalités liées à la ville
- Heinrich Talmon-Gross (1882-1945), homme politique né à Neuhengstett.